# الیزابت بورن
الیزابت بورْن (به فرانسوی: Élisabeth Borne)(زادهٔ ۱۸ آوریل ۱۹۶۱) یک مهندس و سیاستمدار فرانسوی است که از مه ۲۰۲۲ تا هنگام استعفایش در ۹ ژانویه ۲۰۲۴ به عنوان نخست‌وزیر فرانسه خدمت می‌کرد. بورن دومین نخست‌وزیر زن این کشور، پس از ادیت کرسون است که از سال ۱۹۹۱ تا ۱۹۹۲ خدمت کرد. وزیر کار فرانسه فعالیت می‌کند. وی از ۲۰۱۷ تا ۲۰۱۹ وزیر ترابری فرانسه بود و از ۲۰۱۹ تا ۲۲۰ نیز وزارت محیط زیست، توسعه پایدار، ترابری و مسکن را برعهده داشت. در ۱۶ مه ۲۰۲۲، رئیس‌جمهور امانوئل ماکرون، پس از استعفای ژان کستکس، او را به عنوان نخست‌وزیر بعدی فرانسه منصوب کرد. او یکی از اعضای جدید حزب سیاسی لا رپوبلیک آن مارش! (LREM) است.